# Proetidae
Famille
Les Proetidae forment une famille fossile de trilobites, arthropodes marins aujourd’hui disparus. Ils sont rattachés à l'ordre des Proetida.

## Classification
La famille des Proetidae est décrite en 1843 par le paléontologue John William Salter

### Collections
Selon Paleobiology Database en 2024, le nombre de collections de fossiles référencées est de 1239.

## Distribution stratigraphique
Ces petits trilobites sont apparus à l'Ordovicien inférieur. Ils ont disparu au Permien moyen juste avant que les derniers trilobites ayant existé, les Phillipsiidae (groupe proche des Proetidae), ne s'éteignent lors de la grande extinction de la fin du Permien,. Les Proetidae ont donc vécu il y a environ entre 440 et 265 Ma (millions d'années).

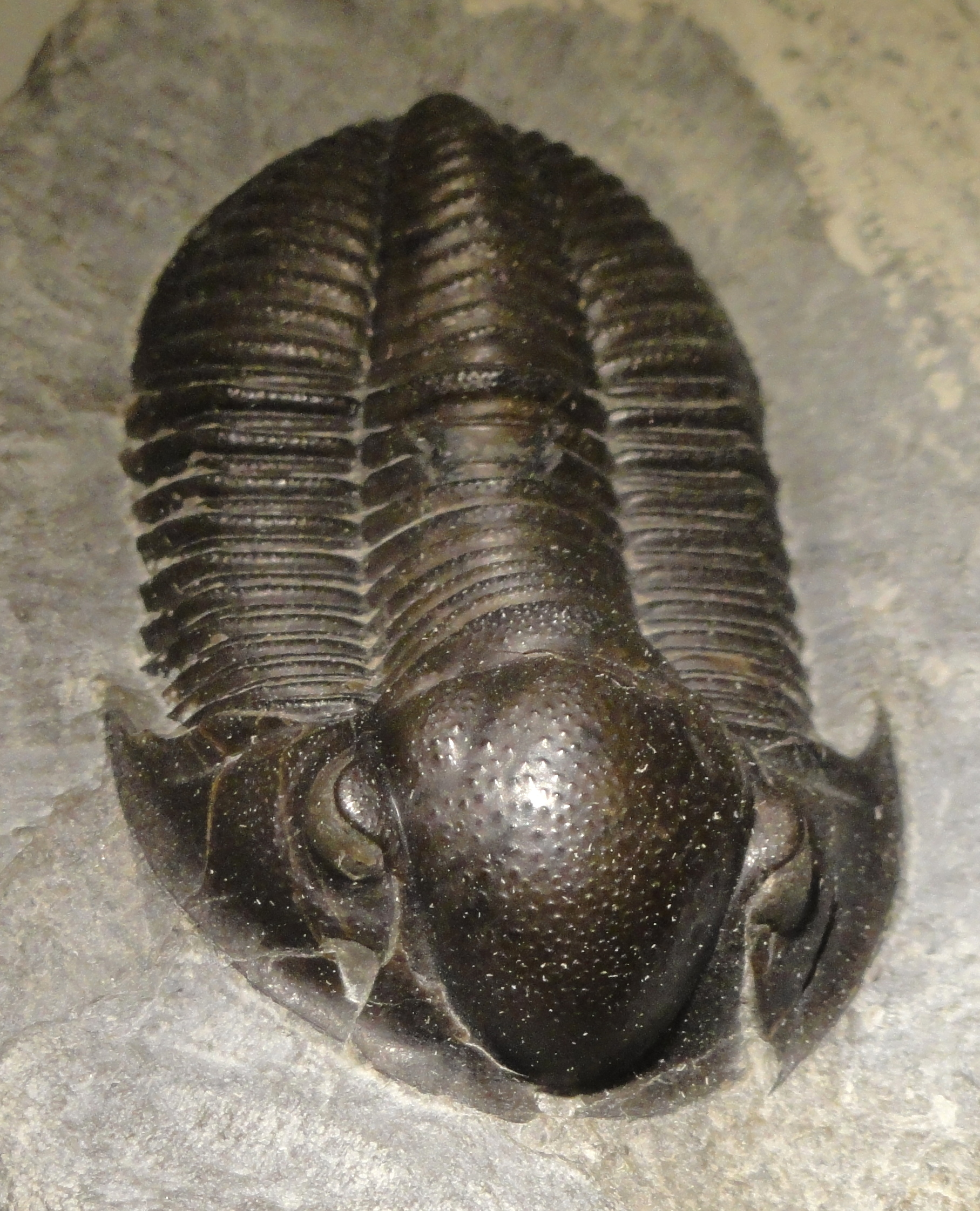
Monodechenella macrocephala.
Proetidae du Dévonien de l'État de New York.
Houston Museum of Natural Science, États-unis.

## Liste des genres
Un grand nombre de ces genres appartient à la sous-famille des Phillipsiinae dans l'hypothèse où celle-ci n'est pas érigée en famille (Phillipsiidae) :
- Aayemenaytcheia
- Acanthophillipsia
- Aceroproetus
- Acropyge
- Alaskalethe
- Altajaspis
- Ameropiltonia
- Ameura
- Ampulliglabella
- Anambon
- Anglibole
- Angustibole
- Anisopyge
- Anujaspis
- Appendicysta
- Aprathia
- Archaeocoryphe
- Archegonus
- Ascetopeltis
- Astroproetus
- Australokaskia
- Bailielloides
- Bapingaspis
- Basidechenella
- Bedicella
- Beleckella
- Belgibole
- Benesovella
- Bitumulina
- Blodgettia
- Bohemiproetus
- Bolivicrania
- Boliviproetus
- Bollandia
- Bonnaspidella
- Borealia
- Brevibole
- Breviphillipsia
- Burgesina
- Calybole
- Camsellia
- Capricornia – voir Engelomorrisia[4]
- Carbonocoryphe
- Carbonoproetus
- Carlopsia
- Carniphillipsia
- Ceratoproetus
- Chauffouraspis
- Chaunoproetoides
- Chaunoproetus
- Chiides
- Chiops
- Chlupacula
- Chuanqianoproetus
- Clavibole
- Combewoodia
- Comptonaspis
- Coniproetus
- Conophillipsia
- Constantina
- Craspedops
- Crassibole
- Crassiproetus
- Cummingella
- Cyphinioides
- Cyphoproetus
- Cyrtodechenella
- Cyrtoproetus
- Cyrtosymbole
- Cystispina
- Daihuaia
- Dayinaspis
- Dechenella
- Dechenelloides
- Dechenellurus
- Deinoproetus
- Delaria
- Deltadechenella
- Diabole
- Diacoryphe
- Doublatia
- Drevermannia
- Dudu
- Dushania
- Effops
- Ejinoproetus
- Elegenodechenella
- Elimaproetus
- Elliptophillipsia
- Endops
- Engelomorrisia
- Ensecoryphe
- Eocyphinium
- Eocyrtosymbole
- Eodrevermannia
- Eomicrophillipsia
- Eopalpebralia
- Eosoproetus
- Eowinterbergia
- Erbenaspis
- Erbenites
- Evagena
- Exochops
- Flexidechenella
- Formonia
- Francenaspis
- Franconicabole
- Frithjofia
- Fuscinipyge
- Ganinella
- Gapeevella
- Geigibole
- Georhithronella
- Gerastos
- Gitarra
- Globusia
- Globusiella
- Globusoidea
- Gomiites
- Gracemerea
- Griffithidella
- Griffithides
- Grossoproetus
- Haasia – voir Yuanjia[4]
- Hamiroproetus
- Hassiabole
- Hedstroemia
- Helioproetus
- Helmutia
- Helokybe
- Hentigia
- Hesslerides
- Hildaphillipsia
- Humeia
- Humilogriffithides
- Hunanoproetus
- Hypaproetus
- Iranaspidion
- Jimbokranion
- Jinia
- Karginella
- Kaskia
- Kathwaia
- Kerpenella
- Khalfinella
- Kollarcephalus
- Kolymoproetus
- Kosovoproetus
- Krambedrysia
- Kulmiella
- Kulmogriffithides
- Lacunoporaspis
- Laevibole
- Langgonbole
- Latibole
- Latiglobusia
- Latiproetus
- Lauchellum
- Lichanocoryphe
- Linguaphillipsia
- Liobole
- Liobolina
- Longilobus
- Longiproetus
- Lophiokephalion
- Lugalella
- Luojiashania
- Macrobole
- Mahaiella
- Malayaproetus
- Malchi
- Mannopyge
- Megaproetus
- Menorcaspis
- Merebolina
- Metaphillipsia
- Microphillipsia
- Microspatulina
- Mirabole
- Monodechenella
- Moravocoryphe
- Moschoglossis
- Myoproetus
- Namuraspis
- Neogriffithides
- Neokaskia
- Neoproetus
- Nitidocare
- Nodiphillipsia
- Novoameura
- Nunnaspis
- Oehlertaspis
- Oidalaproetus
- Orbitoproetus
- Ormistonaspis
- Omlistonia
- Ormistoniella
- Osmolskia
- Otodechenella
- Paladin
- Palaeophillipsia
- Paleodechenella
- Palpebralia
- Panibole
- Parachaunoproetus
- Paradechenella
- Parafrithjofia
- Paraglobusia
- Paragriffithides
- Paramirabole
- Parangustibole
- Parapalpebralia
- Paraphillipsia
- Paraproetus
- Parawarburgella
- Particeps
- Parvidumus
- Paryfenus
- Pedinocoryphe
- Pedinodechenella
- Perexigupyge
- Perliproetus
- Phillibole
- Phillibolina
- Philliboloides
- Phillipsia
- Phyllaspis
- Piltonia
- Planilobus
- Planokaskia
- Plesiowensus
- Podoliproetus
- Pontipalpebralia
- Praedechenella
- Pragoproetus
- Prantlia
- Prodiacoryphe
- Proetocephalus
- Proetus
- Pseudobollandia
- Pseudocyrtosymbole
- Pseudodechenella
- Pseudodudu
- Pseudogerastos
- Pseudophillipsia
- Pseudoproetus
- Pseudosilesiops
- Pseudospatulina
- Pseudowaribole
- Pudoproetus
- Pulcherproetus
- Pusillabole
- Raerinproetus
- Reediella
- Rhenocynproetus
- Rhenogriffides
- Richterella
- Rosehillia
- Rugulites
- Ryckholtia
- Schaderthalaspis
- Schizophillipsia
- Schizoproetina
- Schizoproetoides
- Schizoproetus
- Serniproetus
- Sevillia
- Silesiops
- Simaproetus
- Sinobole
- Sinocyrtoproetus
- Sinopaladin
- Sinoproetus
- Sinosymbole
- Skemmatocare
- Skemmatopyge
- Spatulata[4]
- Spatulina – voir Spatulata[4]
- Spergenaspis
- Spinibole
- Spinibolops
- Struveproetus
- Sulcubole
- Tawstockia
- Taynaella
- Tcherkesovia
- Tetinia
- Thaiaspella
- Thaiaspis
- Thalabaria
- Thebanaspis
- Thigriffides
- Timoraspis
- Triproetus
- Tropiconiproetus
- Tropidocare
- Tschernyschewiella
- Typhloproetus
- Unguliproetus
- Vandergrachtia
- Vidria
- Vittaella
- Wagnerispina
- Waideggula
- Waigatchella
- Warburgella
- Waribole
- Weania
- Weberiphillipsia
- Westropia
- Weyeraspis
- Winiskia
- Winterbergia
- Witryides
- Xenadoche
- Xenoboloides
- Xenocybe
- Xenodechenella
- Xiangzhongella
- Xiushuiproetus, synonyme de Astroproetus
- Yanshanaspis
- Yichangaspis
- Yishanaspis
- Yuanjia[4]
- Zhegangula
- Zhejiangoproetus, synonyme de Astroproetus